# Álvaro Vaz de Almada
Álvaro Vaz de Almada ou Álvaro Vasques de Almada KG (1390 - 20 de Maio de 1449), valido do infante D. Pedro, e seu conselheiro régio, foi o primeiro conde de Abranches (no original francês Avranches, mas, sempre dito Abranches em Portugal, nomeadamente na carta de reconhecimento do título. Ainda assim é possível encontrá-lo em escritos antigos como Davarans ou Abranxes e até no estrangeiro como Branches, sem o A inicial.)
Foi dos únicos estrangeiros que não da realeza a ser agraciado cavaleiro da Ordem da Jarreteira, a mais nobre ordem da Inglaterra, preenchendo o lugar por morte do 1º duque de Somerset.
É considerado dos últimos a usar o reduzido título medieval de rico-homem em Portugal e, fazendo parte do Concelho Régio, exerceu o lugar de Capitão-mor do Reino e do Mar, a partir de 23 de Junho de 1423 por D. João I e confirmado pelo filho D. Duarte I de Portugal em 5 de Julho de 1434. Em 4 de Abril de 1440, foi nomeado Alcaide-mor da capital, Lisboa.
É reconhecido, nas antigas descrições e pelos historiadores, que terá sido o maior amigo do Infante D. Pedro e que o acompanhou a várias cortes estrangeiras. Assim como, tudo faz indicar que terão lá combatido juntos, contra "os turcos", auxiliando o imperador Segismundo da Hungria, na defesa das fronteiras da Europa e contribuindo fortemente para que se fizessem várias alianças com o seu país, o reino de Portugal.
Pode-se dizer que ele «encarnou» completamente o espírito de cavalaria medieval, que se ainda vivia na época no Ocidente e não só, e através da sua vida podemos ver o muito que ela continha. Isso na forma de pensar, pelo que se debateu e como agiu nas várias circunstâncias, e como os outros reagiram.
Segundo o mito, citado no canto VI dos «Lusíadas», foi um dos Doze de Inglaterra que eram todos portugueses que ficaram famosos por ganhar em torneio aos cavaleiros britânicos que tinham ofendido as respectivas doze damas inglesas que tinham sido ultrajadas pelos segundos. O seu bom relacionamento com esse competitivo ambiente deveria ser grande e encontramos-lo como sendo um dos cavaleiros que foi receber o famoso cavaleiro vascão Jacques de Lalaing, com a insigne Ordem do Tosão de Ouro, ao serviço do Duque de Borgonha a Portugal.
É igualmente referido no «Ulyssippo: poema heróico», de António de Sousa de Macedo, na seguinte forma.
"Nesse trono de luz, que tanto cresce/
Que em resplendores de luz própria esconde,/
Álvaro Vaz de Almada resplandece/
A quem seu braço fez de Abranches conde/".
Muito mais tarde, em 1907, o republicano António José de Almeida adoptava, na loja maçônica Montanha, o nome simbólico de Álvaro Vaz de Almada.
Teria como seu mote ou divisa o ímpeto «L' ARDENT DÉSIR» (Desejo Ardente), segundo refere o vianense Luís Figueiredo da Guerra, reconhecido arqueólogo e investigador de história local, numa carta de Abril de 1917, existente no cartório da Casa Almada que está hoje no Paço de Lanheses. Ou então teria antes o ímpeto «NIL TEMERE, NEE TIMORE" (Nada Temer) segundo entra na peça de teatro de Jacinto Heliodoro Loureiro ou ainda «LE PORTERAI FOI!» (Vou Aguentar) na poesia de Teófilo Braga, no decorrer do famoso torneio dos Doze de Inglaterra.
O investigador Giuseppe Grilli deduziu que uma das míticas personagens mais importantes do romance épico e cavalheiresco Tirant lo Blanch, lá referida como Visconde Branches, seria uma mistura da representação de D. Álvaro e o seu filho mais velho, que andou por aquelas paragens aragonesas do seu autor.
Igualmente, segundo alguns historiadores de arte é uma das personagens representadas num dos "Painéis de São Vicente de Fora" e para uns desses é naquele que é chamado de "Painel do Arcebispo (Painéis de São Vicente de Fora)" ou no "Painel da Justificação", assim chamado por Vitorino de Magalhães Godinho.

## Biografia

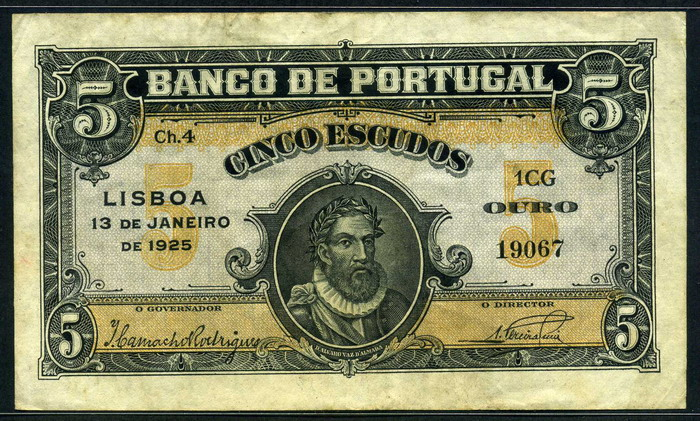
Nota bancária de 5 escudos de 1925 com o retrato de D. Álvaro Vaz de Almada

Era filho de João Vaz de Almada e de sua mulher Joana Anes. Existe a controvérsia se os Almadas seriam ou não de sangue nobre, mas, antes descendentes de uma família de comerciantes que fez sua fortuna no comércio exterior. A família residia principalmente em Lisboa e Algés. Álvaro tinha um irmão mais novo chamado Pedro Vaz de Almada e mais dois meio-irmãos, nascidos fora do casamento, por uma mãe desconhecida, que foram João Vaz de Almada, 1.º Senhor de Pereira (nascido c.1400) e Brites de Almada.
Em uma idade precoce, Álvaro acompanhou seu pai ao Reino da Inglaterra. Ambos disseram ter lutado na Guerra dos Cem Anos e construiu um relacionamento com Henrique V de Inglaterra, antes de retornar a Portugal no início de 1415.
Por essa altura, estando ainda em Londres, primeiro o Almada pai recebeu autorização do rei inglês para levar para o rei de Portugal 400 lanças, enquanto, meses depois será o seu filho que obteve autorização para levar mais 350 lanças com o mesmo fim. Isso deve-se à preparação da Conquista de Ceuta, onde esse armamento foi usado, na qual ambos terão participado e Álvaro terá ficado a servir durante uns anos.
Mais tarde terá feito parte do grupo que acompanhou o infante D. Pedro, Duque de Coimbra, na longa viagem que este efectuou pela Europa e que terminou em 1428.
Nesse mesmo ano, na qualidade de testemunha, assiste ao casamento do seu grande amigo infante com D. Isabel de Urgel, em Alcolema, em Aragão.
Em 4 de Julho de 1436, o rei D. Duarte tinha enviado uma missiva a ele, D. Álvaro capitão-mor e enquanto Couteiro-mor do termo de Lisboa, limitando-lhe o número de couteiros de perdizes em Lisboa em seis.
Em 23 de Julho de 1437 partiu no comando da frota de navios e duma das alas do exército para a desastrosa tentativa de conquista de Tânger e aí, juntamente com o marechal da expedição, Vasco Fernandes Coutinho e futuro conde de Marialva, cobriu depois de pé a retirada que os portugueses se viram forçados, para que todos que estavam com ele pudessem embarcar salvos. Apesar de ferido num braço em combate, logo no regresso fez um relato do que lá se passou, ao rei D. Duarte e ao infante D. Pedro. Será depois na qualidade de capitão-mor do mar que com ele, futuro conde de Marialva, mais os infantes D. Fernando e D. Henrique, assim como com o conde de Arraiolos, que assinará as chamadas estipulações de Tânger, na sequência do desastre das tropas portuguesas.
Após a morte de D. Duarte assume o partido do duque de Coimbra nas lutas em torno da disputa pela regência. Está presente quando o infante comenta (Agosto de 1439), perante o irmão, o infante D. João, o papel insignificante que tinha na co-regência acordada nas cortes de Torres Novas de 1438. Assim, em 1440, seguindo a posição que tinha antes tomado, será ele que estará na linha da frente desse apoio militar e que, com gente de armas, artilharias e provisões, sai de Lisboa para tomar o castelo de Amieira e do Crato, em posse do prior do Crato que havia recolhido a viúva rainha D. Leonor.
É nessa altura que o infante D. Pedro, após ter assumido o governo do reino, reconhece os serviços prestados por D. Álvaro ao atribuir-lhe o cargo de alcaide-mor do castelo de Lisboa.

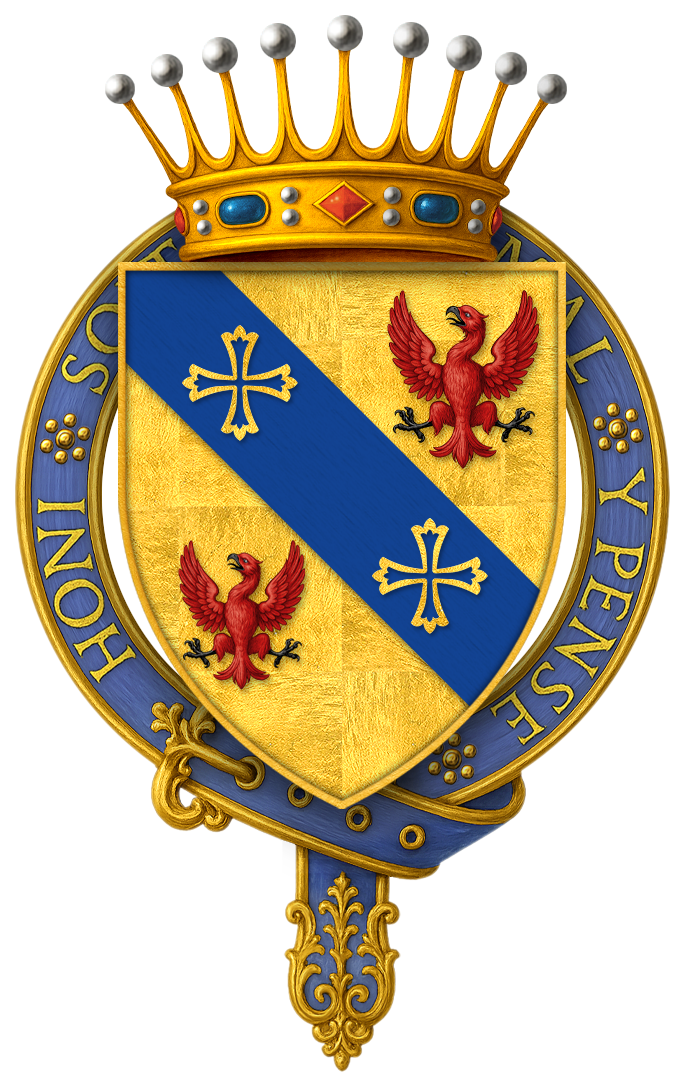
Cota d´armas de Álvaro Vaz de Almada, 1.º Conde de Avranches, envolta com o cinto da Ordem da Jarreteira

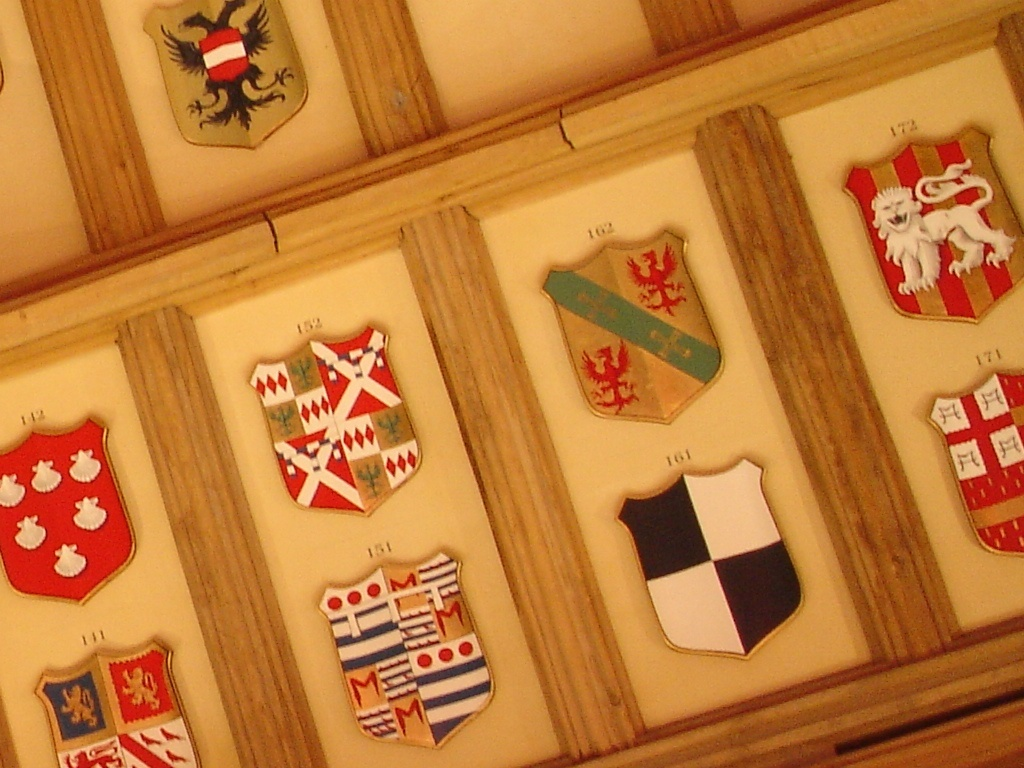
Brasão de D. Álvaro Vaz de Almada (nº162) no tecto da Galeria de St. George no Palácio de Windsor.

Pela mão de Henrique VI da Inglaterra recebeu o título de conde de Avranches (Earl of Avranches), título que lhe foi oferecido por carta de 4 de Agosto de 1445, pelo seu nobre comportamento generalizado e pela sua actuação exemplar na corte do mesmo e na guerra contra França, na Guerra dos Cem Anos, que essa dinastia lutava pela posse das terras quais se achava no direito, nomeadamente da Normandia, das quais Avranches fazia parte. Julga-se que já antes, em 1415, tinha participado na batalha de Azincourt desse lado.
Segundo o historiador Derek Howard Turner, ao ficar impressionado com o «Liber Regie Capelle», livro elaborado em 1449, que continha o cerimonial da capela da corte inglesa, teria pedido a William Say, seu autor e deão da mesma, um exemplar para oferecer ao jovem rei D. Afonso.
Sempre fiel ao infante D. Pedro, já em Portugal nesse mesmo ano, quando este príncipe já não pode mais suportar as afrontas que lhe eram dirigidas pela sua regência por parte dos seu rivais sediados na corte em Lisboa que o tinham difamado e posto o rei contra ele, e querendo D. Álvaro demonstrar a retidão do seu procedimento, acompanhou-o quando decidiu sair de Coimbra para os confrontar. Depararam-se, no caminho, com as tropas de D. Afonso V, tendo se registado a luta em Alfarrobeira, próximo de Vila Franca de Xira. Vindo ambos a perecer precisamente nessa Batalha de Alfarrobeira.
Segundo conta a crónica de Rui de Pina, morre heroicamente com um brado da sua boca sabendo da sua "sorte" e que não podia fugir a ela para não cair em desonra, por ter feito um pacto de sangue e juramento de morte, sobre a hóstia consagrada, com o seu "príncipe" e maior amigo antes dela começar, que desde então ficou célebre: "Meu corpo sinto que não podes mais, e tu, minh'alma já tarda; é fartar vilanagem".
Já antes igualmente demonstrando a honra e o carácter cavaleiresco referido, de acordo como o ideal de cavalaria aristocrático de então, o seu discurso a quando da partida para esse encontro fatídico tinha sido:
- Antes morrer grande e honrado, que vyver pequeno e dshonrado, e que pêra ysso vistissem todos, os corpos de suas armas, e os coraçoões armassem pryncipalmente de muyta fortalleza, e que se fossem camynho de Santarém nam como gente sem regra desesperada nem leal, mas como homens d’acordo, e que hiam sob governança e mando, de hum tal pryncepe e tal Capytam, que a ElRey seu Senhor sobre todos era mais leal e servydor mais verdadeiro, e que mandasse a ElRey pedir e requerer, que com justiça o ouvysse com seus ymigos, que lhe tam sem causa tanto mal hordenavam, ou lhe desse com elles campo, em que de suas falsydades e enganos, elle por sua lympeza e lealdade faria que se conhecessem e desdysessem. E que quando ElRey alguma destas cousas nom ouvesse por bem, e todavia quysessem. E que quando ElRey alguma destas cousas nom ouvesse por bem, e todavia quysesse vir sobre elle, que entam defendedosse morressem no campo como bons homens e esforçados cavalleiros.[37]

Acompanha assim o Duque de Coimbra "na morte (como havia promettido) o Conde de Abrãches Dom Álvaro de Almada, o Hercules daquella idade, cançado de matar, & vencido de vencer".
O seu corpo, dos campos da Alfarrobeira, foi trasladado para a capela de Santo António, ou "dos Avranches", no convento de São Francisco de Lisboa, onde foi sepultado no chão, no meio do pavimento.

## Propriedades
No pequeno espaço intra-muros de Lisboa, num espaço coutado na freguesia da Sé, perto da corte e Paço Real, havia o Bairro do Couto de Abranches que terá nascido na sequência da promoção sócio-económica dos Almadas na cidade, que era propriedade do referido conde.
Outra propriedade hoje na mesma cidade, mas em extra-muros, era onde está o Palácio Valada-Azambuja, situado no Largo do Calhariz, na freguesia de São Paulo, existia uma casa e quinta de D. Álvaro Vaz de Almada antes dele morrer na Batalha de Alfarrobeira e transitar para a família dos Távoras em 1449.
A 7 de Janeiro de 1434 o rei D. Duarte confirma-lhe um casal no reguengo de Algés, que já fora de seu pai João Vasques de Almada que o tivera em dote de casamento de seu sogro João Anes.
Pelo mesmo monarca obteve a coutada do pinhal de (Vale de Cavala) e Vale Bem, na Charneca de Caparica, que antes já tinha sido atribuído a seu pai.
Na sequência daquela batalha trágica em Alfarrobeira é publicada uma carta de castigo (Outubro de 1449) que retira as honras e mercês, anteriormente atribuídas pelo rei, e que dá instruções para confiscar os bens a D. Álvaro e de todos aqueles que estiveram ao lado do infante D. Pedro.
Estas serão atribuídas ao seu cunhado Álvaro Pires de Távora, que tinha lutado no lado contrário nessa batalha, do lado do rei D. Afonso V.
Contudo, decorrido pouco mais de um ano (Julho de 1450) após aquele trágico confronto, D. Afonso V começa a conceder pontualmente cartas de perdão aos partidários do seu tio, cujo número aumenta após o nascimento da sua filha D. Joana. Em Julho de 1455, agora no seguimento do nascimento do futuro D. João II de Portugal, é publicado o perdão geral para todos aqueles que ainda não tinham sido absolvidos e que tinham apoiado o ex-regente.

## Toponímia
O seu nome pode ser identificado em vária toponímia local, nomeadamente na:
- Avenida Conde de Avranches, em Santo António dos Cavaleiros, concelho de Loures.[50]
- Praceta D. Álvaro Vaz de Almada, em Alverca do Ribatejo, concelho de Vila Franca de Xira.[50]
- Rua D. Álvaro Vaz de Almada, na Cova da Piedade, concelho de Almada.[50]
- Rua Conde de Abranches, na aldeia da Galiza, no Estoril, concelho de Cascais.[50][50][51]
- Rua do Conde de Avranches, na freguesia de Paranhos, concelho do Porto.[52]
- Rua do Almada, freguesia de São Paulo, Lisboa[53] (que dava acesso ao Rio Tejo a partir da sua casa, onde está o Palácio Valada-Azambuja referido acima)[54][55].

## Casamentos e descendência[56]
Foi casado em primeiras núpcias em 1432 com Isabel da Cunha (c. 1416 - d. Janeiro de 1444), filha de D. Álvaro da Cunha (3.º senhor de Pombeiro da Beira) e de sua mulher Beatriz Martins de Mello. 
Dessa união nasceram:
- D. João de Abranches (1420) casado com D. Mécia da Cunha.
- D. Isabel da Cunha ou Isabel d'Abranches casada com Álvaro Pessanha,[57] filho bastardo de Carlos Pessanha, 6º almirante de Portugal.[58]
- D. Leonor da Cunha.
- D. Violante da Cunha (1430), que chegou a estar casada com Fernão Martins de Mascarenhas (capitão de ginetes de D. João II), 1º senhor de Lavre e Estepa, comendador de Mértola e Almodôvar.[59], mas, que terá sido anulado por parentesco próximo[60]. Sem geração.
- D. Brites da Cunha.

Em segundas núpcias, casou-se a 4 de Agosto de 1445 com D. Catarina de Castro (? - 1 de Novembro de 1453s), filha de D. Isabel de Ataíde e de D. Fernando de Castro, (senhor do Paul de Boquilobo e da quinta da Penha Verde em São Martinho (Sintra), filho de D. Pedro de Castro, conde de Arraiolos).
Dessa segunda união nasceu:
- D. Fernando de Almada (c. 1438), 2º e último conde de Abranches com título confirmado em França, casado em 1463 com D. Constança de Noronha (c. 1444), Senhora de Lagares de El-Rei, «sobrinha d'El-Rei» e donzela da princesa Santa Joana.